# Fundulus waccamensis
Fundulus waccamensis là một loài cá thuộc họ Cyprinodontidae. Nó là loài đặc hữu của Hoa Kỳ.